# Garage house
O garage house (originalmente conhecido como garage) é um estilo de dance music que foi desenvolvido junto com a house music de Chicago. O gênero era popular na década de 1980 nos Estados Unidos e na década de 1990 no Reino Unido, onde foi desenvolvido o UK garage e Speed Garage. DJs que tocam o gênero Garage house incluem Tony Humphries, Larry Levan, Junior Vasquez e Romanthony.

## Características
Em comparação com outras formas de house music, o garage inclui mais riffs de piano influenciados pelo Gospel e vocais femininos. Tem um som derivado de R&B e é mais soul do que o house de Chicago.

## História
O Garage house foi desenvolvido na boate Paradise Garage na cidade de Nova York e no Club Zanzibar em Newark, New Jersey, nos Estados Unidos, durante meados do início da década de 1980. Havia muito entrelaço entre ela e a música House antiga, tornando difícil distinguir as duas. Antecedendo o desenvolvimento do house music de Chicago, e de acordo com a All Music, é relativamente mais próximo do Disco do que outros estilos de Dance Music. À medida que o House de Chicago ganhou popularidade internacional, a cena musical de Garage de Nova York se distinguiu entre os sub-gêneros do "House".
A dance music dos anos 1980 fazia uso de instrumentos eletrônicos como sintetizadores, sequenciadores e baterias eletrônicas. Esses instrumentos são uma parte essencial do Garage. A direção que o Garage house tomou foi influenciada principalmente pela discoteca Paradise Garage de Nova York, onde o influente DJ Larry Levan, conhecido por sua versatilidade musical e inovação, tocou discos.
De acordo com Blues & Soul, o Garage contemporâneo começou com Boyd Jarvis e The Peech Boys de Levan. Jarvis, usando o apelido Visual, estava por trás das gravações de 1983 "Somehow, Someway" (Prelude Records - PRL D 650) e "The Music Got Me" (Prelude Records - PRL D 650), este último especialmente influente, que mais tarde foi divulgado pelos produtores musicais de House Music mainstream, Robert Clivillés e David Cole do grupo C + C Music Factory.
A popularidade do gênero no Reino Unido deu origem a um gênero derivado chamado UK garage.

## Artistas do Gênero
- Adeva
- Aly-Us
- Blaze
- Boris
- Byron Stingily
- Cevin Fisher
- Change
- Colonel Abrams
- Crown Heights Affair
- Danny Tenaglia
- Experimental products
- Fraçois K
- Joey Negro
- Joi Cardwell
- Junior Vasquez
- Kerri Changler
- Loleatta Holloway
- Larry Levan
- Masters at Work
- Oliver Cheatham
- Peech Boys
- Robin S
- Romanthony
- Roy Davis Jr.
- Todd Edwards
- Todd Terry
- Tony Humphries
- Ultra Naté
- Victor Galderone

}}

## Gravadoras proeminentes
- Strictly Rhythm Records
- King Street Sounds Records[11]
- Nervous Records
- ZRecords
- Perfect Pair Records
- Freeze Records
- Streetside Records
- Ministry of Sound

}}